# Icușești
Icușești es una comuna ubicada en el distrito de Neamț, Rumania.

## Superficie
Posee una superficie de 64,28 kilómetros cuadrados.

## Demografía
Hasta 2021 la población era de 3715 habitantes, con una densidad de población de 57,79 habitantes por kilómetro cuadrado.